# Pago Youth Football Club
Maillots
Le Pago Youth Football Club est un club samoan-américain de football basé à Pago Pago, la capitale du pays. C'est l'un des clubs les plus titrés des Samoa américaines, avec huit titres de champion et quatre coupes nationales.

## Histoire
Le club est fondé à Pago Pago en 2002. Il remporte son premier titre, le championnat national, six ans plus tard puis connaît une période de domination nationale durant les années 2010, puisque le club ajoute à son palmarès sept autres titres de champion et quatre Coupes. 
Malgré cette suprématie sur le football local, Pago Youth n'a pas pris part à toutes les éditions de première division. En effet, en 2014, il est suspendu par la fédération et doit l'année suivante s'engager en deuxième division, d'où il est promu en 2016, année de son cinquième titre.  
Cette domination nationale a permis au club de participer à plusieurs reprises à la Ligue des champions de l'OFC, où les Samoa américaines peuvent engager un club lors du tour préliminaire. Lors de leurs débuts continentaux, durant l'édition 2012-2013, Pago Youth profite cette année-là de l'élargissement de la compétition, qui accueille alors des formations de onze nations, contre sept auparavant. En 2018, il met fin à sa série de défaites en Ligue des champions en obtenant un match nul 1-1 face aux Tongiens de Veitongo FC.
Pago Youth compte ou a compté de nombreux joueurs internationaux dans ses rangs, comme les défenseurs Walter Pati et Uasila'a Heleta, le gardien Hengihengi Ikuvalu ou l'attaquant Ramin Ott.
Le club dispose également d'une section féminine qui a remporté le championnat national en 2011.

## Palmarès
- Championnat des Samoa américaines (8) :
  - Vainqueur en 2008, 2010, 2011, 2012, 2016, 2017, 2018, 2019

- Coupe des Samoa américaines (4) :
  - Vainqueur en 2012, 2017, 2018, 2019